# ミッドナイトレストラン7to7
『ミッドナイトレストラン7to7』（ミッドナイトレストランセブントゥセブン）は、胡桃ちのによる日本の4コマ漫画作品。芳文社の『まんがタイムスペシャル』2000年8月号より連載開始したが同誌は2019年12月号をもって休刊し、その後は『まんがタイムオリジナル』に移籍して連載中。

## 概要
ビジネス街の公園の隅（モデルは靭公園）にある深夜営業のレストラン「7to7」（午後7時開店、午前7時閉店を意味する）の個性豊かな店員たちを描いた作品である（この店の営業時間が労働基準法に触れることをネタにしたおまけ漫画が1巻のカバー裏に描かれている）。
レギュラーキャラクターたちは普段、標準語で会話をしているが、時々関西弁で会話をすることがある。
男4人+女1人というメンバー構成は、『ONE PIECE』から着想を得ている。
店名はアメリカ映画『9時から5時まで(9 to 5)』に由来しており、大阪の化粧品メーカー「727」(セブンツーセブン）とは関係ない。

## 登場人物

### 7to7スタッフ
本作5人の主人公達。それぞれ固有の来客層を持つ。
年齢は特記以外ストーリー開始時。
天四郎（てんしろう）
23歳。オーナーで元ホストの美青年でお金好きの女好き、美人を見かけると彼氏連れであっても声をかけ（多くはオリーにしばかれる）、守銭奴と仲間内から称される通り、雨が降ろうが槍が降ろうが店を開け、商売なら何でも行う商売人。前職の元客による来店やオーダーをされる事がしばしば。
ホストらしくない等の理由で隠しているが生家は田舎（中台詞から内陸部の、「おじが青森で鴨農家をしている」事から青森を除く東北5県出身である事は判明している）の相当な資産家で、実家を出た理由の一つに地元での女性遍歴が存在する（帰郷時には実家などで取れた食材（イノシシなどのジビエ）を持ってくることも）。
織作の事は常に気になっている様で、織作に馴れ馴れしくする相手には一喝や注意をしている所が見られる（ただし普段の素行の影響の為、このような優しさを見せてもあまり気付かれない）。
織作（おりさく、通称オリorオリー）
21歳。ウェイトレスで「7to7」の紅一点。名門進学校を卒業しているものの、大学へは通っていない。100品以上のオーダーを同時に覚えられ、他にもさまざまな資格や技能を持つスーパーウェイトレスだが、男らしい名前にコンプレックスがある他、破滅的に料理が下手。食べるのは好きで、フェアを行う際にもいろいろなアイデアを出す。「7to7」に来たのは朝起きられないかららしい（天四郎談）。
美人でファンも多く、彼女目当ての来店や（天四郎の商売で）生写真などが裏で取引されることもある。男性との交際歴（いずれもマジメエリート系だった）もそれなりにあるが、婀娜っぽい大人の女性そのものな外見・振る舞いとは裏腹に実はまだ男性経験がない。
スタッフ内で唯一パクチーを食べられる（男性陣は調理するのも拒否するくらい苦手）。
天四郎との仲は全く進歩していない様に見えるが、お互い気が付かない内に見つめあったり、「7to7」創設前に一度だけキスした事もある（オール2色版の付録小冊子参照）。
羽音（はのん）
25歳。バーテンダー。童顔で最も若く見えるが最年長で、かつては暴走族の頭であり、怒らせたら「仮面が取れる」怖い人物である。警察や「この付近」に顔を覚えられている為、表立ってバーテンダーが出来ないからと「7to7」に決めたらしい。数百種類のレシピを暗記しており、材料がある限りどんなオーダーでも受け付ける。族のアタマを張っていた頃は破音を名乗っていた。
ストーリー開始時点でメンバー唯一の既婚者。2児の父親だが、連れ子同士の再婚であり、妻は看護婦で元レディース、彼女の前夫は羽音の憧れの暴走族の頭。
スタッフ内で唯一の中途退学者である。小柄で柔和な容姿から、いじめが原因で高校の自主退学を余儀なくされたと度々勘違いされているが、実際は喧嘩による停学を繰り返した挙句、最終的に相手を病院送りにした為の退学処分である。
好みの女性のタイプはレディース系で、ギャル系は嫌いなため行動で示す。
「7to7」に入る前は天四郎の行きつけのバーにて働いていたらしい（オール2色版の付録小冊子参照）。
遠矢 雅美（とおや まさみ、通称マサ）
23歳。パティシエ。中卒のまま3年以上の留学（フランスに2年・ベルギーに1年・イタリアに半年）・日本有数のパティシエに師事等の経歴があり、「7to7」に勤める前は高級ホテルのパティシエ長を務めていた実力者。加えてお菓子関係に関してはどこまでも努力を惜しまない。しかし生来の凄みのある顔に頬の大きな傷（ハンドミキサーの暴走による事故）という容姿のため、ポピーの群生地を歩いているだけで警察が疑うことなく誤認逮捕するなど災難に遭うこと多々。「7to7」に落ち着いたのも「ヤクザの跡取り」と誤解されて前の職場に居づらくなったためらしい。また自分の店を持つ事も「密売のカモフラージュとしか思われない」と諦めている。
そんな容姿とは裏腹に内面は超甘党でかわいい物好き、おまけに下戸。幼少時に粉モノに甘味トッピングをしたり、酒代わりにリキュール（原液）を飲むなど、甘味に偏り気味の独特な味覚を持っている（狂っているというほどではなく、妹のユミや天四郎の元客が作った激甘料理を食べたときには顔をしかめている）。
スタッフ内で最多の日本語・英語・フランス語・ドイツ語・イタリア語の5ヶ国語を習得している。製菓用語として学ぶ経緯は必要であるのも事実だが、その実態は容姿のみで判断された場合誤解をされたままなので必死で覚えた。その語学力から、進学予備校の英語教師をすることもある。
「7to7」の中では最後に入ったスタッフ。天四郎&織作も初めて本人を見たときはその筋の人と勘違いしていた（オール2色版の付録小冊子参照）。
此乃花 咲耶（このはな さくや）
19歳→20歳。シェフ。料理漫画（本人の独白によれば『包丁人味平』らしい）に影響を受けた親によって、5歳から修行に出された為、料理人としての腕前は非常に高い。天四郎に次ぐ女好きで、さまざまな意味で成人メンバーに振り回されやすい。羽音やマサも勘づいている天四郎と織作の微妙な関係には唯一気づいていない模様。
彼女はいる時といない時があり、結構振られている事が多い。織作と付き合ったこともあったが、直後に女性問題（当時働いていた店で3股かけていた）がばれて1日足らずで振られた（ちなみにこれが今のところ交際期間の最短記録らしい）。ただしその後も7to7に入るまで交友は続いていた（オール2色版の付録小冊子参照）。
家族構成は姉と母がいる様子。父親は「居た事が無い」（本人談）。母はミーハーで、ある演歌歌手の大ファン（追っかけツアーに行くほど）。
スタッフ内で唯一学歴が明確になってないが、一応中卒（修行中は転校を繰り返していたので同じ学校に長く在学していた事が無く「どこかを卒業した記憶」しかない）。
「7to7」に入る前はどこに勤務していたのかはまだ不明。
スタッフ中唯一の未成年者であったが、誕生日を迎え成人になった。

#### 臨時スタッフ
※スタッフの親族に関しては親類節、他に自店を持つ人物に関しては他店節にて後述する。
天川なな&ナナ（てんかわ なな）
「7to7」に勤めに来た双子の姉妹。なな（妹）はパティシエ、ナナ（姉）はウェイトレスを希望し体験してみたが、お互いに現実の厳しさや辛さを知り、ナナは苛立ち、ななは気落ちする。泥棒騒ぎが終わった後、「7to7」全スタッフの能力と器に驚愕し落胆する。もう一度がんばると宣言するが、やるべき事が残っている為「7to7」を後にする（実は高校を卒業していない16歳で、立派な労働基準法違反。それを知った天四郎はかなりうろたえた）。

### 同業他店
※スタッフ親族に関しては後節にて後述する。
繚乱（りょうらん）
咲耶の修行仲間。「7to7」の近くで「百花繚乱」という和食の店を出している板前。双子の百花によく振り回される苦労人で、時折7to7に出張料理人として借り出される。12巻の時点で店を手放し、たい焼き屋を開いている。
百花（ももか）
繚乱の二卵性双生児の弟。幼少期から女装しており、咲耶の事を好きになった為、日本国外で性転換手術を受けた。「百花繚乱」でウェイトレスをしている（「百花繚乱」の客は百花がニューハーフである事は知らない様子）。
依沙夢（いさむ）
織作の昔のバイト先の同僚。現在でも織作が昔いた店で働いている。織作と同じ様に名前にコンプレックスを持っている。互いにとても仲が良い。
八津 しず香（やず しずか）
日本のおやつを販売する0828（おやつや）グループの社長。あんこのマニアで、繚乱はこのあんこに出会いたい焼き屋に転身した。咲耶が一目惚れするレベルの美人。

### 7to7スタッフの親類

#### 天四郎の関係者
心四郎（じんしろう）
天四郎の弟。兄を越えるホストになると上京した。当初は「7to7」で働いていたが、百花にスカウト（店員ドロボー）され、「百花繚乱」で働く事になる。
三組空鳥（みつぐみ からと）
「THE THIRD CLASS HOTEL（サードクラスホテル）」の女性オーナー。天四郎・心四郎の叔母（母親の妹）で作中では珍しくフルネームが判明している。実家は四郎兄弟の生家の隣村で、農家を営んでいるという。結婚し大阪で暮らしていたが離婚、慰謝料として現在のホテルをゲットした。
分水 九司（わけみず きゅうじ）
有名旅館に婿入りした天四郎のイトコ。元々、洋食分野のシェフで、婿入りにより妻が経営する旅館の厨房の長となった。天四郎に対抗意識があり（女将である妻・舞子がホスト時代の天四郎の元客であったことも一因）、そのために7to7スタッフを自家（旅館）へと招待する。
基本的に天四郎と同じ俺様体質であるが、天四郎と異なりフォロー下手で、ただ単に威張り散らすだけであるため、旅館の、特に厨房の古参スタッフからは「コネで厨房を預かった新入りのくせに」と陰で見下されており、後にそれが大きなトラブルの元となってしまった（そして7to7スタッフに救われるとともに、自らの器の小ささを思い知らされる）。
分水 舞子（わけみず まいこ）
天四郎の元客にして九司の妻であり、ややポッチャリ系で温和な印象の宿屋の女将。織作曰く「癒し系」のおっとりした女性だが、実は俺様好きの駄目男が好みという性癖を持ち、見合いで出会った九司の性格にベタ惚れして結婚した。しかし、女将としての責任感はあり、上記のトラブル発生の際、今まで夫への愛故に見過ごしてきたその横暴さに三行半をつきつけかけるが、天四郎のフォローと7to7及びワビの活躍、更にプライドの高い夫が従業員一人ひとりに頭を下げて回ったことで思い直す。その後自らも女将として「変わらなければ」と再出発を決意する。

#### オリさん関係者
織作の姉
クラブのホステス。本名かどうかは不明だが、名刺に「静香」と記されている。後に咲耶の姉と仲良くなり、折に触れて二人で7to7に繰り出すようになる。

#### 羽音関係者
羽音の妻
現在、看護師。元レディース。羽音の事情にも理解があり、彼のかつての妻だった女性に対しても敬愛していたかのような描写がある。そのため羽音「前の奥さんの分も、あなたの事を見守る」と言い切り、家庭を守る肝っ玉を見せている。
子供たち
前述の通り、お互いの連れ子で2人おり、双方とも齢が近い。羽音の子は父親の「仮面のとれた面構え」に良く似ていて、伝説の暴走族を率いていた男すら「大物になる」と感心していた。もう一方の奥さんの息子は母親に似て面差しが柔らかい。
羽音の前妻
羽音が所属していた暴走族のレディースヘッドを務めていた女性。羽音も彼の妻も「羽音の前妻」として扱っているが、実は内縁の妻であり籍が入っていた事は無い。元々、羽音の族時代の先輩であり、彼が16歳の時に妊娠・出産した。羽音の18歳の誕生日を待って入籍するはずだったが、そのために役所に行く途中で交通事故に遭い帰らぬ人となった。

#### マサ関係者
和美（かずみ）
マサの彼女→妻（10巻で結婚）。マサとともに7to7スタッフには「ワビ」と呼ばれている。小学生の時、お見舞いに来て病人食を作ってくれたマサにプロポーズをした。
現在はデパートの有能バイヤー。美人だが料理はオリ以上に下手。マサの少女趣味のおかげで時々趣味に合わない格好をさせられるのが悩み。
遠矢ユミ
マサの妹。兄と同じく超凶悪顔。メイクなしには外に出られないが、一方でその超絶メイク術は、自身の顔を別人にまで変えてしまう（ワビいわく「アイプチにつけま3枚盛り、さらに黒目を大きく見せるコンタクト」を使用しているらしい）。そのためユミのメイクはワビにしか見破れない。ワビに自身のメイク術を一瞬で見破られた事にショックを受けるが、一方でその事をワビのマサに対する愛情のなせる業と受け取っている。
料理は織作やワビと違って上手（少なくとも料理としての見た目は整っている）だが、味覚がマサを遥かに超えるレベルで甘味に偏っているため味付けですべて台無しになる（ただし、同じ味覚の父親にだけは好評である）。
マサの父
マサの実父で超甘党。健康な生活さえしていれば、たとえ暴食していても太らない体質であるらしい。実は天四郎も憧れる伝説のホストであり、当時は天雅（てんが）を名乗って（本名かどうかは不明）いて、その様は「天雅、夜の蝶を支配する」とまで言われた。天四郎は現役ホスト時代、必死に彼に追いつこうとしたが、当時所属していた店のトップに立ってなお、その記録を抜くことは出来なかったという。
夜生活がたたってしまい、体のラインがどんどん崩れていき、ホストとしてやっていけなくなって、当時の妻（マサ兄妹の実母）に諭され引退し、妻の実家のある金沢で昼の仕事に就き一念発起する。するとどんどん痩せて行き往年のラインに近付いて行ったが、現在でも油断すると崩れてしまうらしい。子どもたちには非常にフレンドリーだが、逆にその事をうっとうしがられる事もある。
マサの母
マサとユミの生みの母であり、作中では故人（少なくともマサが小学生の頃までは存命だった）。兄妹の凶悪顔は彼女譲りのもの。走り屋だったようで、峠をせめている際に別チームの車と正面衝突して亡くなったらしい。
マサの継母
マサの実母なき後、マサの父と再婚した女性。ユミ曰く「悪い人じゃないがこの顔（マサ顔）に慣れない」らしく、マサやユミとの関係はどこかぎこちない。上記の夫の過去（元ホストという経歴）については何も知らなかったらしく、天四郎の指摘でその件を知った際には衝撃のあまり倒れてしまった。

#### 咲耶関係者
咲耶の姉
超大手出版社の編集部に勤める超敏腕エリート会社員。接待の場として利用したクラブで、織作の姉と偶然知り合って意気投合し、2人で「7to7」に来店してきた。弟と異なり料理がド下手で、彼氏に御馳走する料理を、そのまま咲耶に丸投げし、さも自分が作ったかのようにふるまった事がある。

### その他
犬飼りりこ
咲耶と2人ホテルから出てきたときに事件に巻き込まれた女性。浮気が原因で咲耶の家に転がり込んで一時的に同居している。若い男性を落とすテクニックはピカ一。

## 他作品とのつながり
『つなみティーブレイク』（『まんがタイムラブリー』に連載）の舞台である紅茶専門店「Dover亭」にスタッフ一行が立ち寄ったことがあり、双方の従業員（と客）が交流を持つようになる。特にマサは「Dover亭」のマスターと意気投合し、同店への移籍を考えたことがある。
『パパロバ』（発表当時は『まんがタイムラブリー』に連載）の舞台である旅館「ゆほびか」にマサとワビが泊まりで出かけたことがある。『パパロバ』中では1話が割かれているが、『7to7』本編では1コマ触れただけだった。ここでマサは「遠矢」様と呼ばれている。後に新婚旅行で再度訪れている。
『よろずや男子』（『まんがホーム』連載）の登場人物の1人と7to7スタッフの1人が先輩後輩の関係にある（具体的に誰と誰がその関係にあるのかは明言されていない）。このため織作が手伝いに駆り出されたことがある。また、予備校の代講教師を行ったときには講師をしていた雅とニアミスしている。
『ギフコン』（『まんがホーム』連載）とは直接の接点はないが、舞台となっているデパートはワビの勤めるデパートのライバル店である。

## 書誌情報
- 胡桃ちの『ミッドナイトレストラン 7to7』 芳文社〈まんがタイムコミックス〉既刊15巻（2024年6月6日現在）
  1. 2002年6月18日第1刷発行（6月3日発売[4]）、ISBN 4-8322-6253-X
  2. 2004年3月18日第1刷発行（3月3日発売[4]）、ISBN 4-8322-6326-9
  3. 2005年12月17日第1刷発行（12月2日発売[4]）、ISBN 4-8322-6432-X
  4. 2007年12月22日第1刷発行（12月7日発売[4]）、ISBN 978-4-8322-6594-3
  5. 2009年10月22日第1刷発行（10月7日発売[4]）、ISBN 978-4-8322-6781-7
  6. 2011年3月22日第1刷発行（3月7日発売[4]）、ISBN 978-4-8322-6944-6
  7. 2012年7月21日第1刷発行（7月6日発売[4]）、ISBN 978-4-8322-5091-8
  8. 2013年12月22日第1刷発行（12月7日発売[4]）、ISBN 978-4-8322-5248-6
  9. 2015年7月22日第1刷発行（7月7日発売[4]）、ISBN 978-4-8322-5399-5
  10. 2017年3月22日第1刷発行（3月7日発売[4]）、ISBN 978-4-8322-5566-1
  11. 2018年8月22日第1刷発行（8月7日発売[4]）、ISBN 978-4-8322-5705-4
  12. 2020年1月22日第1刷発行（1月7日発売[4]）、ISBN 978-4-8322-5777-1
  13. 2021年8月20日第1刷発行（8月5日発売[4]）、ISBN 978-4-8322-5837-2
  14. 2023年3月22日第1刷発行（3月7日発売[4]）、ISBN 978-4-8322-5893-8
  15. 2024年6月6日発売[4]、ISBN 978-4-8322-5943-0

- オール2色版
  1. 2009年6月21日第1刷発行（6月6日発売[6]）、ISBN 978-4-8322-6747-3

- 短編集『くるみっくす』
  - 2010年9月22日第1刷発行（9月7日発売[7]）、ISBN 978-4-8322-6887-6
  - この短編集には前述のとおり、本作と『つなみティーブレイク』のコラボレーション漫画「つなMIX!」8ページと「Tto7」8ページの計16ページが収録されている。